# 1963 في تونس
فيما يلي قوائم الأحداث التي وقعت خلال عام 1963 في تونس.